# Rudolf Münemann
Rudolf Münemann (* 8. Januar 1908 in Berlin; † 22. Oktober 1982 in München) war ein deutscher Finanzmakler.
Er betrieb mit seiner Firma „Münemann Industriefinanzierungen GmbH“ in großem Stil die Fristentransformation, d. h., er verlieh Geld (also Kredite) langfristig (bis zu 35 Jahre Laufzeit), das er kurzfristig refinanzierte (i. d. R. wenige Monate Laufzeit). Münemann selber nannte dieses System „Revolving-System“ oder „7-M-System“.
Das System funktioniert nur bei normaler Zinsstrukturkurve, d. h., wenn die kurzfristigen Zinsen niedriger sind als die langfristigen Zinsen (Laufzeitprämie). Bei inverser Zinsstrukturkurve wird permanent ein Verlust erwirtschaftet, was i. d. R. nur kurze Zeit durchgehalten werden kann. Deshalb brach seine Firma 1970 zusammen.
Obwohl dieses Problem bereits vorher bekannt war, konnte Münemann sehr lange und sehr erfolgreich sein System betreiben. Auch heute noch geraten immer wieder Banken und Unternehmen durch ähnliche Strategien in Schwierigkeiten.
1958 erwarb Münemann die 1948 gegründete „Getreide-Handelsbank Aktiengesellschaft“ mit Sitz in Darmstadt und benannte sie in die „Investitions- und Handels-Bank AG“ („IHB“) um, deren Hauptsitz er in 1960 nach Frankfurt am Main verlegte. In der Folge sollte die IHB zur viertgrößten deutschen Bank nach der Deutschen Bank, Dresdner Bank und Commerzbank aufgebaut werden. Hierfür wurden 52 % der ehemaligen Münemann-Aktien je hälftig an die Bank für Gemeinwirtschaft und Landesbanken, wobei verschiedene Sparkassen ihnen angebotene Beteiligungen ausschlugen. Vermittler war BfG-Vorstandsvorsitzender Walter Hesselbach. Obgleich diese Verkäufe nach außen als rein strategische Maßnahmen ohne Absicht des Ausstieges Münemanns gehandelt wurden, verkaufte Münemann bereits im Juni 1964 auch den Rest seiner Beteiligung. Insgesamt verkaufte er so 78 % der IHB, auf dem Papier 32 Millionen Mark (2025 etwa 82 Mio. Euro) zu bis zu 300 % ihres Wertes. Als Grund für die Schaffung der IHB galt Münemanns auf Gegenseitigkeit basierende Abneigung gegenüber den (deutschen) Bankhäusern.
Aus seiner 1931 mit der Arzttochter Lucia Minck geschlossenen Ehe gingen die Kinder Cornelius und Angela hervor. Angela Münemann (1939–2022) war in den 1960er Jahren Teil der Münchner Schickeria.